# Чемпионат Восточной зоны 1948 года
Чемпионат Восточной зоны по футболу (нем. Ostzonenmeisterschaft) 1948 года — первый чемпионат, прошедший на территории Восточной Германии. Турнир прошёл по олимпийской системе, команды проводили один матч, проигравший выбывал. В чемпионате приняло участие 10 команд — по две от каждой из пяти земель (Мекленбург-Передняя Померания, Бранденбург, Саксония, Тюрингия и Саксония-Анхальт). Победитель турнира должен был принимать участие в Чемпионате Германии. Одержавший победу в турнире Планитц отказался от участия в объединённом чемпионате по политическим причинам.

## Плей-офф

### Квалификационный раунд
| 13 июня 1948      | \| Шпортфройнде Бург \| 1:0 \| Зёммерда \| | Эрнст Аббе Шпортфельд, Йена Зрителей: 20,000 |
| Шпортфройнде Бург | 1:0                                        | Зёммерда                                     |

| 13 июня 1948 | \| Меране \| 3:1 \| Бабельсберг \| | Вестзаксенштадион, Планитц Зрителей: 10,000 |
| Меране       | 3:1                                | Бабельсберг                                 |

### Четвертьфинал
| 20 июня 1948 | \| Меране \| 2:1 (доп.время) \| Шпортфройнде Бург \| | Лейпциг Зрителей: 15,000 |
| Меране       | 2:1 (доп.время)                                      | Шпортфройнде Бург        |

| 20 июня 1948 | \| Шверин \| 1:3 \| Планитц \| | Шверин Зрителей: 11,000 |
| Шверин       | 1:3                            | Планитц                 |

| 20 июня 1948 | \| Коттбус-Ост \| 0:1 (доп.время) \| Веймар-Ост \| | Коттбус Зрителей: 15,000 |
| Коттбус-Ост  | 0:1 (доп.время)                                    | Веймар-Ост               |

| 20 июня 1948       | \| Фрайимфельде Галле \| 3:1 \| Висмар-Зюд \| | Галле Зрителей: 10,000 |
| Фрайимфельде Галле | 3:1                                           | Висмар-Зюд             |

### Полуфинал
| 27 июня 1948       | \| Фрайимфельде Галле \| 5:2 \| Меране \| | Магдебург Зрителей: 10,000 |
| Фрайимфельде Галле | 5:2                                       | Меране                     |

| 27 июня 1948 | \| Планитц \| 5:0 \| Веймар-Ост \| | Дрезден Зрителей: 25,000 |
| Планитц      | 5:0                                | Веймар-Ост               |

### Финал
| 4 июля 1948 | \| Планитц \| 1:0 \| Фрайимфельде Галле \| \| Вайс 38′ \| Голы \| \| | Пробстхайдерштадион, Лейпциг Зрителей: 40,000 Судья: Курт Либшнер (Вайсенфельс) |
| Планитц     | 1:0                                                                  | Фрайимфельде Галле                                                              |
| Вайс 38′    | Голы                                                                 |                                                                                 |